# Аудебілдтзейл
Аудебілдтзейл (нід. Oudebildtzijl, нід. вимова: [ˌɑu̯.dəˌbɪltˈzɛi̯l]) — село в нідерландській провінції Фрисландія, на узбережжі Ватового моря. Входить до муніципалітету Вадхуке.
Його площа становить 16,29км², а населення станом на 2021 рік складало 950 осіб.
Перша згадка про населений пункт датується 1570-им роком. Статус села він отримав 1948 року.

## Галерея

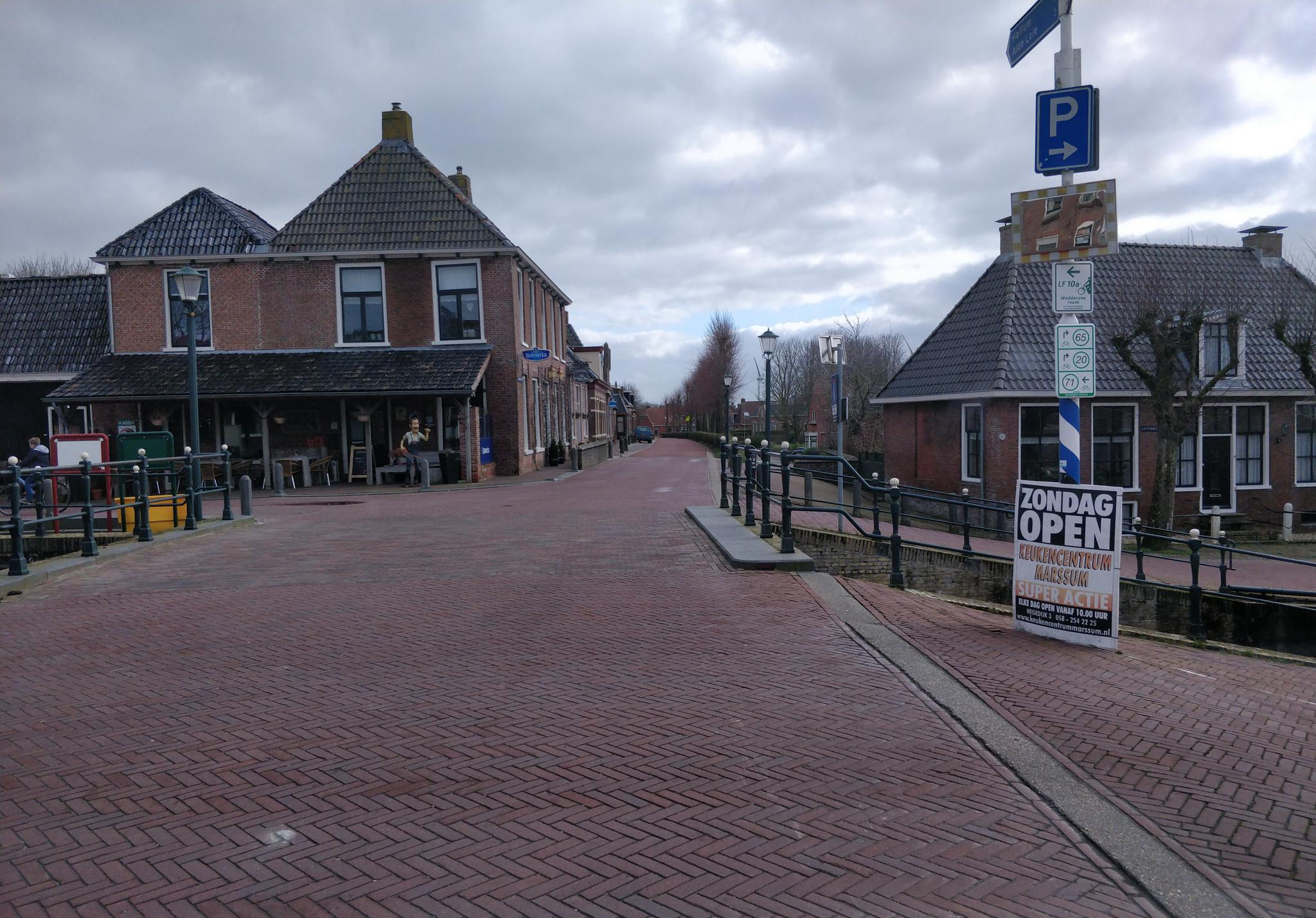
Вулична панорама
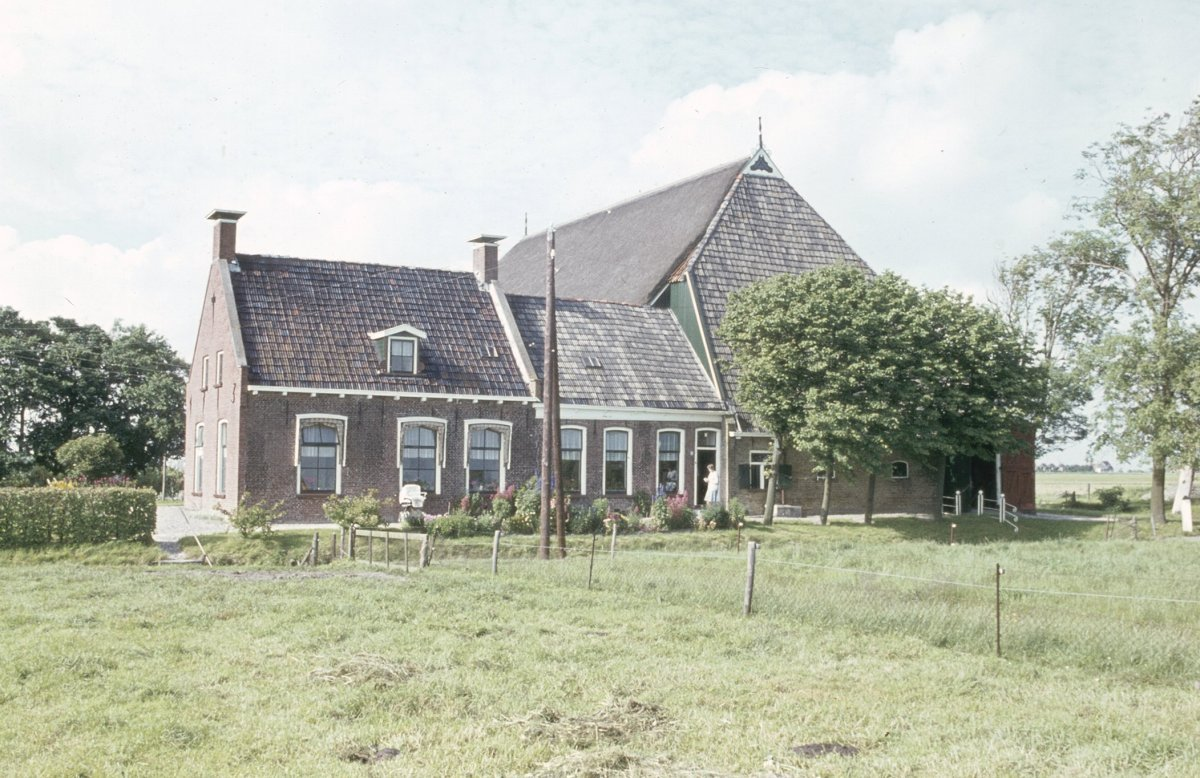
Ферма в Аудебілдтзейлі
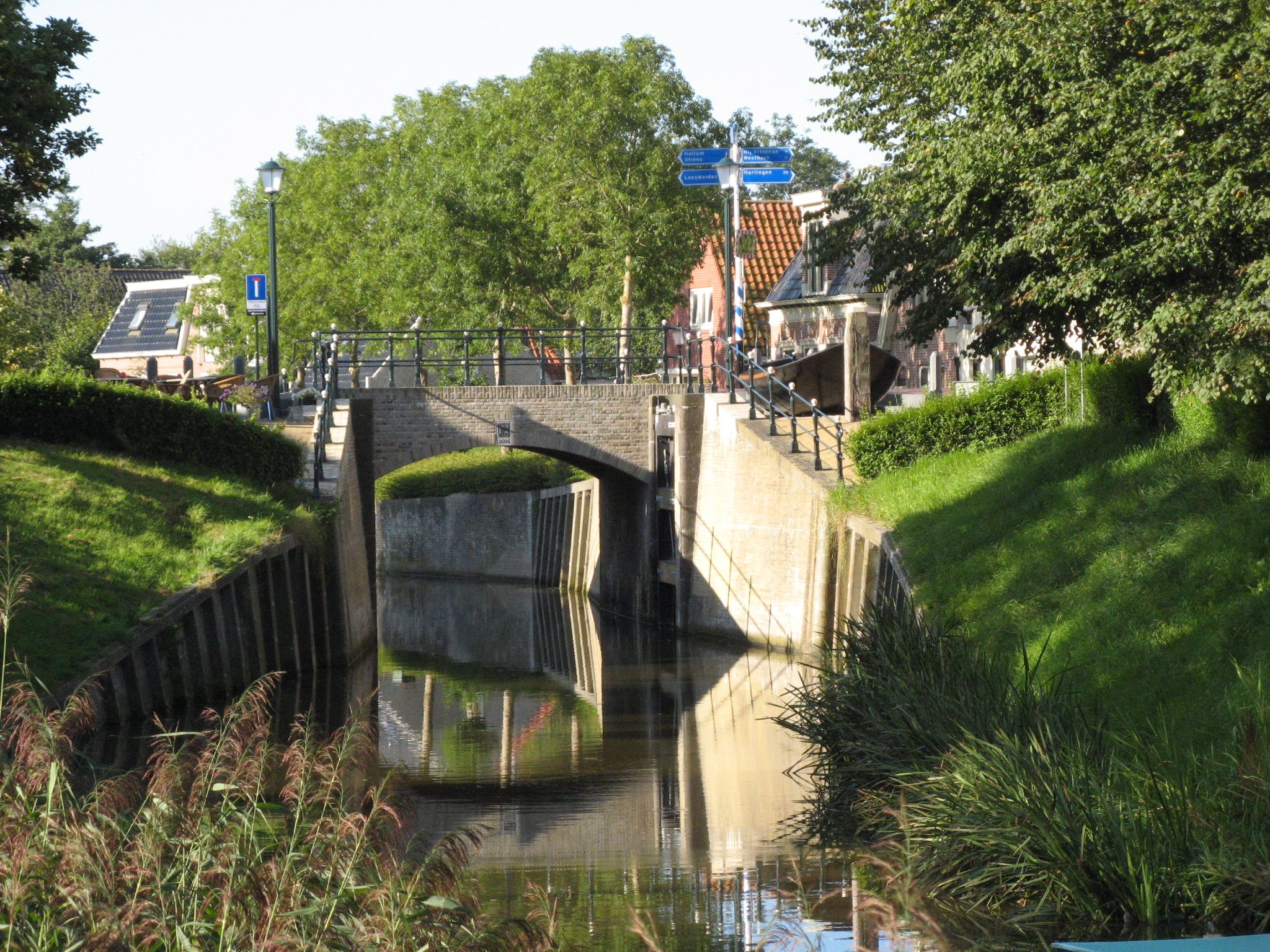
Вид на канал
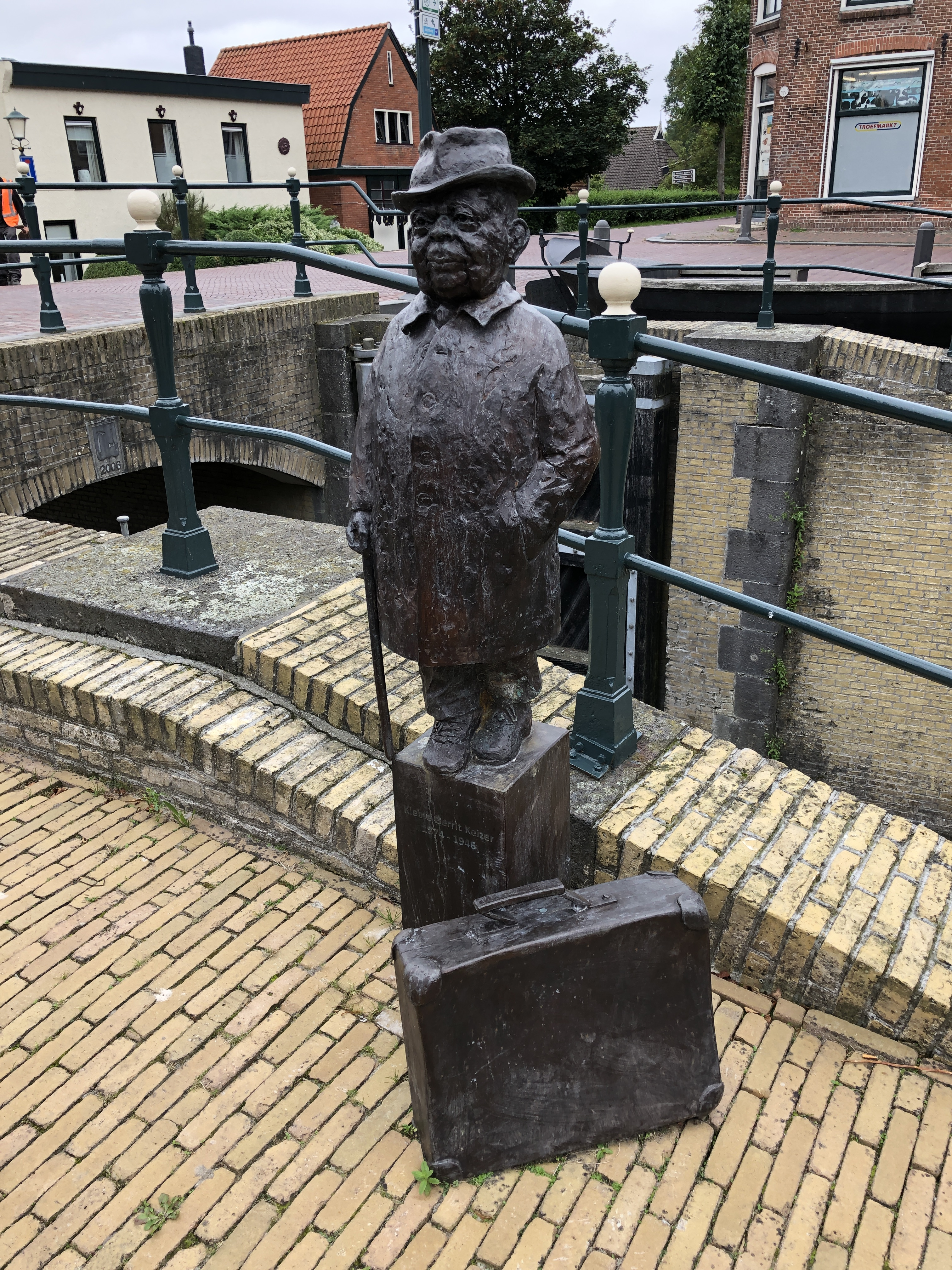
Статуя Герріта Кейзера